# Неборовиці
Неборовиці (пол. Nieborowice, нім. Nieborowitz) — село в Польщі, у гміні Пільховиці Гливицького повіту Сілезького воєводства. Населення — 821 особа (2011).
У 1975—1998 роках село належало до Катовицького воєводства.

## Демографія
Демографічна структура станом на 31 березня 2011 року:
|          | Загалом | Допрацездатний вік | Працездатний вік | Постпрацездатний вік |
| -------- | ------- | ------------------ | ---------------- | -------------------- |
| Чоловіки | 396     | 64                 | 285              | 47                   |
| Жінки    | 425     | 69                 | 259              | 97                   |
| Разом    | 821     | 133                | 544              | 144                  |